# Lễ hội Cầu mùa (người Khơ Mú)
Lễ hội cầu mùa của người Khơ Mú, hay lễ hội Pa Sưm theo tiếng Khơ mú, là một lễ hội của người đồng bào dân tộc Khơ Mú, Nghệ An. Đây là lễ cầu khấn trời đất, tổ tiên và các thần linh cho nương rẫy được bội thu. Một lễ trong hệ thống các lễ tục nông nghiệp của người Khơ Mú. Nó phản ánh niềm tin của đồng bào vào thiên nhiên (trời, đất, nương rẫy...) có linh hồn, phản ánh ước muốn của họ về mùa màng bội thu, cuộc sống đầy đủ.

## Thời gian
Lễ hội Pa Sưm (cầu mùa) thường diễn ra trước lúc tra hạt trên nương rẫy.

## Chuẩn bị
Người chủ lễ là người phụ nữ trong nhà. Bà đóng vai mẹ lúa, tượng trưng cho sự sinh sôi, nảy nở. Trước tiên, Mẹ lúa dọn một khoảnh đất dài và rộng khoảng 2 m, đủ để đặt mâm làm lễ cúng ở một chỗ tương đối bằng phẳng trên rẫy, gọi là mắt rúc.

## Làm lễ khấn
Mẹ lúa đặt mâm cúng vào giữa mắt rúc, trong mâm ngoài xôi, rượu, muối nhất thiết phải có một con gà trống lông đen luộc. Mẹ lúa, trong trang phục cổ truyền chỉnh tề, trước mâm lễ đọc bài cúng, nội dung cầu khấn Hrôi Yvang (Thần Ông trời) làm cho mưa thuận gió hòa, Hrôi Ptê (Thần Đất), Hrôi Hrê (Thần Nương rẫy) làm cho hạt giống mau nảy mầm, lên xanh tốt, bông to, hạt mẩy, muông thú không phá hoại.
Mẹ lúa cầm ống nước đi vòng quanh chòi lúa, tưới nước ra xung quanh, vừa làm vừa khấn:
Tưới cho cây lúa mọc
Cho cây lúa nẩy mầm
Cho hạt chắc bông dài
Gốc lúa bằng gốc lau
Bông lúa dài bằng quả núc nác
Mẹ lúa khấn xong mọi người vào chòi ăn cơm, uống rượu, kết thúc công việc tra hạt.